# Flughafen Narjan-Mar

i7
i11
i13
Der Flughafen Narjan-Mar (russisch Аэропорт Нарьян-Мар, IATA-Code: NNM, ICAO-Code: ULAM)  befindet sich rund drei Kilometer östlich der russischen Stadt Narjan-Mar, der Hauptstadt des Autonomen Kreises der Nenzen im Nordwesten Russlands. Der Flugplatz entstand während des Zweiten Weltkriegs als Militärflugplatz und wird seit 1981 auch zivil mitgenutzt. Der Flughafen verfügt über eine 2562 Meter lange und 40 Meter breite betonierte Hauptlandebahn, sowie zwei jeweils 650 Meter lange und 60 Meter breite, unbefestigte gekreuzte Pisten im Süden des Platzes, die vorwiegend von Antonow An-2 und Hubschraubern genutzt werden.

## Fluggesellschaften und Ziele
Vom Flughafen Narjan-Mar werden die folgenden Verbindungen angeboten. (Stand 21. März 2016)